# Нолан, Жанетт
Жанетт Нолан (англ. Jeanette Nolan, 30 декабря 1911 — 5 июня 1998) — американская актриса радио, кино и телевидения, которая за свою карьеру сыграла более двухсот ролей в кино и на телевидении. Была номинирована на четыре премии «Эмми».

## Жизнь и карьера
Жанетт Нолан начала карьеру в 1932 году на радио. Она регулярно появлялась в радиосериалах, включая «Молодой доктор Мэлоун» (Young Doctor Malone), 1939—1940, «Кавалькада Америки» (Cavalcade of America), 1940—1941, Николетт Мур в «Одной семье» (One Man’s Family), 1947—1950 и Великий Гилдерслив (The Great Gildersleeve), 1949—1952 годы. Она эпизодически появлялась во многих других фильмах.
Она дебютировала в кино в 1948 году в кинофильме «Макбет», который был основан на одноимённой пьесе. После она снялась в нескольких фильмах в жанре нуар. В 1953 году она появилась в фильме «Сильная жара». Нолан в общей сложности появилась более чем в двух сотнях фильмах и телесериалах, в первую очередь в вестернах. Она четырежды была номинирована на премию «Эмми»: в 1964, 1966, 1974 и 1978 годах.
Нолан снималась до самой смерти. Её последнее появление на экране было в фильме Роберта Редфорда «Заклинатель лошадей» в 1998 году.
Жанетт Нолан умерла 5 июня 1998 года в Лос-Анджелесе, штат Калифорния от инсульта в возрасте 86 лет.

## Избранная фильмография
| Год       |    | Русское название                           | Оригинальное название            | Роль                        |
| --------- | -- | ------------------------------------------ | -------------------------------- | --------------------------- |
| 1948      | ф  | Макбет                                     | Macbeth                          | леди Макбет                 |
| 1949      | ф  | Брошенная                                  | Abandoned                        | майор Росс                  |
| 1953      | ф  | Сильная жара                               | The Big Heat                     | Берта Данкан                |
| 1961      | ф  | Два всадника                               | Two Rode Together                | миссис Мэри Маккендлесс     |
| 1962      | ф  | Человек, который застрелил Либерти Вэланса | The Man Who Shot Liberty Valance | Нора Эриксон                |
| 1973—1978 | с  | Коломбо                                    | Columbo                          | Кейт О’Коннелл / миссис Пек |
| 1977      | мф | Спасатели                                  | The Rescuers                     | Элли Мэй                    |
| 1978      | ф  | Маниту                                     | The Manitou                      | миссис Винконис             |
| 1981      | мф | Лис и пёс                                  | The Fox and the Hound            | вдова Твид                  |
| 1981      | ф  | Тайны исповеди                             | True Confessions                 | миссис Спелласи             |
| 1981      | тф | Ожидание «Голиафа»                         | Goliath Awaits                   | миссис Сара Бартоломью      |
| 1998      | ф  | Заклинатель лошадей                        | The Horse Whisperer              | бабушка Эллен Букер         |